# Cour d'assises d'appel (Italie)
La cour d'assises d'appel  (Corte d'assise d'appello) dans le système juridique de droit civil de l'Italie, est la juridiction d'appel pour les procès criminels relevant de la compétence de la cour d'assises en première instance.
Prévue par la loi n° 2626 du 6 décembre 1865 sur le système judiciaire italien, sa composition et sa discipline ont été réglementées en dernier lieu par la loi n° 287 du 10 avril 1951.

## Description et compétences
En Italie, la Cour d'assise d'appel   juge en appel les condamnations prononcées en première instance par la cour d'assises ou par le juge de l'audience préliminaire qui a jugé en la forme d'un procès abrégé les infractions pour lesquelles l'affaire est normalement entendue par la cour d'assises. Un pourvoi en cassation est formé contre ses arrêts.
La cour d'assises d'appel est composée de deux juges  et de six juges populaires. Sa compétence coïncide avec celle de la cour d'appel, dont elle peut être considérée comme une section spécialisée.
Elle a son siège dans chaque cour d'appel de district.